# Брно-пригород
Район Брно-пригород (чеш. Okres Brno-venkov) — один из 7 районов Южноморавского края Чешской Республики. Административный центр — город Брно (в состав района не входит). Площадь — 1 498,95 кв. км., население составляет 202 092 человека. В районе насчитывается 187 муниципалитетов, из которых 13 — города, 10 — местечки.  

## География
Расположен на западе центральной части края. В рамках края граничит с районами Бланско на севере, Вишков на востоке, Бржецлав на юго-востоке, Зноймо на юго-западе и Брно-город, который окружает со всех сторон. На западе и северо-западе соседствует с районами Тршебич и Ждяр-над-Сазавоу Высочинского края.

## Города и население
Население всего района:
| Год  | Численность | Численность |
| ---- | ----------- | ----------- |
| 2016 | 215 311     | [ 3 ]       |
| 2017 | 217 720     | [ 4 ]       |
| 2018 | 219 903     | [ 5 ]       |
| 2019 | 222 370     | [ 6 ]       |
| 2020 | 224 642     | [ 7 ]       |
| 2021 | 226 442     | [ 8 ]       |
| 2022 | 225 514     | [ 9 ]       |
| 2023 | 231 056     | [ 10 ]      |
| 2024 | 233 529     | [ 1 ]       |

Население городов района:
| Город            | Население |
| ---------------- | --------- |
| Куржим           | 11 400    |
| Иванчице         | 9971      |
| Тишнов           | 9275      |
| Шлапанице        | 7952      |
| Росице           | 6738      |
| Модржице         | 5656      |
| Погоржелице      | 6071      |
| Ославани         | 4871      |
| Райград          | 4070      |
| Жидлоховице      | 3673      |
| Збишов           | 3680      |
| Уезд-у-Брна      | 3388      |
| Веверска-Битишка | 3526      |
| Дольни-Коунице   | 2571      |

Город Погоржелице до 2007 года являлся частью района Бржецлав.
Средняя плотность — 134,82 чел./км²; 35,40 % населения живёт в городах.

## Археология
На цезавском холме, над слиянием рек Цезава и Свратка находится Блучинское захоронение периода миграции (вторая половина V века), раскопанное в 1953 году Карелом Тигелкой. Могила содержала останки германского короля, умершего в возрасте тридцати лет, украшенный золотым эфесом меч спата, нож сакс, лук, седло, три зелёных стеклянных сосуда, а также предметы личных драгоценностей, включая золотой браслет в 50 солидов.